# Runebergspriset
Runebergspriset (finska: Runeberg-palkinto) är ett litterärt pris som utdelas i Finland. Priset är ett av de mera betydande i landet. Priset utdelades för första gången 1986 på Johan Ludvig Runebergs födelsedag den 5 februari. Priset uppgår idag till 20 000 euro. Från 2017 delas också ett Runeberg Junior-pris ut till en finsk- eller svensk barnbok som riktas till åldersgruppen 6–9 år, prissumman uppgår idag till 10 000 euro.
Priset understöds av Borgå stad samt av tidningen Uusimaa och föreningarna Suomen Kirjailijaliitto, Suomen arvostelijain liitto och Finlands Svenska författareförening.

## Mottagare av Runebergspriset
Runebergspriset tilldelas en finsk medborgare eller person som stadigvarande bor i Finland som erkännande för förtjänster inom skönlitteratur.
| Runebergspriset |                            |                                   |
| År              | Författare                 | Titel                             |
| 1987            | Kari Aronpuro              | Kirjaimet tulevat                 |
| 1988            | Sinikka Tirkkonen          | Luvaton elämä                     |
| 1989            | Timo Pusa                  | Tatuoitu sydän                    |
| 1990            | Eeva Kilpi                 | Vinterkrigets tid                 |
| 1991            | Aulikki Oksanen            | Henkivartija                      |
| 1992            | Lars Sund                  | Colorado Avenue                   |
| 1993            | Raija Siekkinen            | Metallin maku                     |
| 1994            | Paavo Rintala              | Aika ja uni                       |
| 1995            | Monika Fagerholm           | Underbara kvinnor vid vatten      |
| 1996            | Agneta Ara                 | Huset med de glömda dörrarna      |
| 1997            | Hannu Aho                  | Kello 4.17                        |
| 1998            | Ulla-Lena Lundberg         | Regn                              |
| 1999            | Mari Mörö                  | Kiltin yön lahjat                 |
| 2000            | Tuula-Liina Varis          | Maan päällä paikka yksi on        |
| 2001            | Juha Seppälä               | Suuret kertomukset                |
| 2002            | Risto Ahti                 | Vain tahallaan voi rakastaa       |
| 2003            | Ranya ElRamly              | Auringon asema                    |
| 2004            | Rakel Liehu                | Helene                            |
| 2005            | Zinaida Lindén             | I väntan på en jordbävning        |
| 2006            | Riitta Jalonen             | Kuvittele itsellesi mies          |
| 2007            | Sanna Ravi                 | Ansari                            |
| 2008            | Hannele Mikaela Taivassalo | Fem knivar hade Andrej Krapl      |
| 2009            | Sofi Oksanen               | Utrensning                        |
| 2010            | Kari Hotakainen            | Ihmisen osa                       |
| 2011            | Tiina Raevaara             | En tunne sinua vierelläni         |
| 2012            | Katja Kettu                | Barnmorskan                       |
| 2013            | Olli-Pekka Tennilä         | Yksinkeltainen on kaksinkeltaista |
| 2014            | Hannu Raittila             | Terminaali                        |
| 2015            | Joni Skiftesvik            | Valkoinen Toyota vei vaimoni      |
| 2016            | Tapio Koivukari            | Unissasaarnaaja (Sömnpredikanten) |
| 2017            | Peter Sandström            | Laudatur                          |
| 2018            | Marjo Niemi                | Kaikkien menetysten äiti          |
| 2019            | Heikki Kännö               | Sömnö                             |
| 2020            | Ralf Andtbacka             | Potsdamer Platz. En dikt.         |
| 2021            | Marisha Rasi-Koskinen      | Rec                               |
| 2022            | Quynh Tran                 | Skugga och svalka                 |
| 2023            | Marja Kyllönen             | Vainajaiset                       |
| 2024            | Peter Mickwitz             | Misslyckad i en uggla             |
| 2025            | Pirkko Saisio              | Suliko                            |

## Mottagare av Runeberg Junior-priset
Runeberg Junior-priset Priset tilldelas en finsk- eller svensk barnbok som riktas till åldersgruppen 6–9 år. Syftet med priset är att främja barnens läslust.
| Runebergspriset |                                           |                          |
| År              | Författare                                | Titel                    |
| 2017            | Malin Klingenberg & Joanna Vikström Eklöv | Den fantastiske Alfredo  |
| 2017            | Timo Parvela & Pasi Pitkänen              | Paten kalastuskirja      |
| 2018            | Karin Erlandsson                          | Pärlfiskaren             |
| 2019            | Eva Frantz                                | Hallonbacken             |
| 2020            | Tapani Bagge & Carlos da Cruz             | Katoava muumio           |
| 2021            | Karin Erlandsson & Peter Bergting         | Nattexpressen            |
| 2022            | Edu Kettunen                              | Elppu matkalla kotiin    |
| 2023            | Roope Lipasti                             | Palavan kaupungin lapset |
| 2024            | Petra Lillsund Botéus & Herta Donner      | Mitt idiotiska liv       |
| 2025            | Malin Klingenberg                         | Slättens systrar         |